# Мртва точка
„Мртва точка” је хрватски ТВ филм из 1995. године. Режирала га је Снежана Трибусон а сценарио је написао Борислав Вујчић.

## Улоге
| Глумац            | Улога       |
| ----------------- | ----------- |
| Наташа Дорчић     | Наташа      |
| Горан Гргић       | Кино        |
| Иво Грегуревић    | Анте        |
| Зденка Хершак     | Газдарица   |
| Маја Балон        |             |
| Винко Бершан      |             |
| Иван Бркић        | Шеф Пип шоа |
| Ненад Цветко      |             |
| Анкица Добрић     |             |
| Борис Фестини     | Трговац     |
| Мирко Фодор       |             |
| Томислав Грбић    |             |
| Хрвоје Хрибар     |             |
| Дејан Јововић     |             |
| Славица Кнежевић  |             |
| Иванка Колак      |             |
| Јадранка Матковић |             |
| Игор Месин        |             |
| Сретен Мокровић   |             |

Остале улоге  ▼
| Глумац            | Улога            |
| ----------------- | ---------------- |
| Филип Нола        |                  |
| Миа Оремовић      |                  |
| Олга Пивац        | (као Олга Пивец) |
| Жељко Плавец      |                  |
| Барбара Роко      | Сања             |
| Томислав Рукавина |                  |
| Жељко Шестић      |                  |
| Филип Шоваговић   |                  |
| Тихомир Штивичић  |                  |
| Ранко Тихомировић |                  |
| Ђуро Утјешановић  | Пословођа        |
| Сања Вејновић     |                  |
| Нина Виолић       | Плесачица        |
| Борислав Вујчић   |                  |
| Самир Вујчић      |                  |
| Љубо Зечевић      | Пријатељ         |
| Крешимир Зидарић  |                  |